# کارآگاه پیکاچو (فیلم)
پوکمون کارآگاه پیکاچو (انگلیسی: Pokémon Detective Pikachu) یک انیمیشن محصول سال ۲۰۱۹ به کارگردانی راب لترمن است که بر اساس یک بازی ویدیویی ساخته شده و در تاریخ ۱۰ می ۲۰۱۹ اکران شد. از بازیگران آن می‌توان به رایان رینولدز، جاستیس اسمیث و کاترین نیوتون اشاره کرد. فیلم پس از اکران به پر فروش ترین فیلم اقتباسی از بازی های ویدئویی تبدیل شد.

## خلاصه داستان
پدر تیم به عنوان کاشف،برای پیدا کردن دی ان ای میو ی باستانی،در یک شرکت تحقیقاتی استخدام شد...

## بازیگران
- رایان رینولدز در نقش کارآگاه پیکاچو
- جاستیس اسمیت در نقش تیم گودمن
- کاترین نیوتون در نقش لوسی استیونس
- کِن واتانابه در نقش کارآگاه یوشیدا
- راب دلینی
- عمر چاپارو
- سوکی واترهاوس
- بیل نای
- ژوزت سایمون